# بيابياك
البيابياك هو طائر قيق ينتمي إلى جنس ضمن فصيلة الغرابيات، وهو النوع الوَحيد المُصنف في جنس بتيلوستموس.. وقد أثبتت الدراسات الحديثة أن أقرب المجموعات إليه وأكثرها شبهاً هي أنواع قيق الأرض وسط الآسيوية، المنتمية إلى جنس بودوكس.

## الانتشار والموطن
انتشار البيابياك واسعٌ للغاية، وهو يَمتد عبر مساحات شاسعة من وسط قارة أفريقيا وغربها. وتشمل البلدان التي يَقطنها هذا الطائر: موريتانيا ومالي وتشاد والنيجر ونيجيريا والسودان والسنغال وغينيا وغينيا بيساو وليبيريا وسيراليون وساحل العاج وبوركينا فاسو وغانا وتوغو والكاميرون وجمهورية أفريقيا الوسطى والكونغو الديمقراطية وتنزانيا وأوغندا وكينيا. ويَقطن البيابياك بيئات طبيعية مختلفة منها سهول السافانا والسافانا الجافَّة والمروج العشبية شبه المدارية أو المدارية الجافة، بل في التجمعات السكانية البشرية في المناطق المدنية والحدائق العامة وغيرها.
لم تقدر أعداد البيابياك بدقة من قبل، لكنه يُعد نوعاً شائعاً محلياً، ونظراً إلى أعداده المستقرَّة وانتشاره الواسع فإن الاتحاد العالمي للحفاظ على الطبيعة يُصنفه كنوع غير مهدد.

## الوصف
حجم البيابياك مقاربٌ قليلاً للعقعق الأوروبي، لكنه أصغر بقليل ومنقاره أثخن نسبياً. بشكل عام لون جسم طائر البيابياك أسود في مُعظمه، ولديه ريشٌ ناعم الملمس ذو بريق بنفسجي في الضوء الساطع. يبدو أسفل الذيل ذا لون بنيٍّ أكثرَ من باقي الجسد، وأما المنقار فهوَ أسود عند الطيور البالغة لكنه زهريٌّ محمرٌّ عند اليافعين، كما أن الأرجل والأقدام سوداء هي الأخرى. ومن أبرز ما يُيزه عن أجناس الطيور الأخرى امتلاكه 10 ريش للذيل بدلاً من 12.